# Крилни центар
Крилни центар је назив за позицију играча у кошарци. Ова позиција је резервисана за играче велике снаге и покретљивости. Често се у кошаркашкој терминологији за крилног центра каже „четворка“.

## Карактеристике
Једна од основних улога овог играча је помоћ центру у рекету, како у фази напада тако и одбране. Међутим у новије време овакви играчи се све више отварају на шут са дистанце. Тиме се често добија слобода простора у рекету за центра. Ови играчи су због своје комбиноване позиције врло често спој готово свих особина кошаркаша: висина, снага, покретљивост и шут. Један од најпознатијих шутера данашњице је крилни центар Дирк Новицки.

## Познати крилни центри
Најпознатији играч на овој позицији је Карл Малон, али су такође били познати и Чарлс Баркли, Кевин Гарнет, као и Тим Данкан. Док су од српских играча најпознатији Зоран Савић и Дејан Томашевић.